# Chrysodema lethierryi
Chrysodema lethierryi es una especie de escarabajo del género Chrysodema, familia Buprestidae. Fue descrita científicamente por Théry en 1923.